# Lista de deputados estaduais do Paraná da 20.ª legislatura
Esta é a lista de deputados estaduais do Paraná para a legislatura 2023–2027. Nas Eleições estaduais no Paraná em 2022, em 2 de outubro de 2023, foram eleitos 54 deputados estaduais que irão representar o Estado do Paraná. O ícone  e os nomes destacados em verde indicam os que foram reeleitos.

Representação eleita
  PSD: 16
  UNIÃO: 7
  PT: 6
  PL: 5
  PP: 4
  Republicanos: 3
  Solidariedade: 3
  PSDB: 2
  MDB: 2
  PDT: 2
  PODE: 2
  Cidadania: 1
  PSB: 1

| Deputados eleitos        | Partido       | Votação | Percentual | Cidade Natal                           |
| ------------------------ | ------------- | ------- | ---------- | -------------------------------------- |
| Alexandre Curi           | PSD           | 237.033 | 3,90%      | Curitiba, Paraná                       |
| Marcio Nunes             | PSD           | 126.006 | 2,07%      | Campo Mourão, Paraná                   |
| Professor Lemos          | PT            | 119.915 | 1,97%      | Barra de São Francisco, Espírito Santo |
| Traiano                  | PSD           | 116.810 | 1,92%      | Francisco Beltrão, Paraná              |
| Tiago Amaral             | PSD           | 112.731 | 1,85%      | Londrina, Paraná                       |
| Romanelli                | PSD           | 101.175 | 1,66%      | Londrina, Paraná                       |
| Hussein Bakri            | PSD           | 97.681  | 1,61%      | União da Vitória, Paraná               |
| Requião Filho            | PDT           | 85.676  | 1,41%      | Curitiba, Paraná                       |
| Arilson Chiorato         | PT            | 76.788  | 1,26%      | Mandaguaçu, Paraná                     |
| Ney Leprevost            | UNIÃO         | 76.592  | 1,26%      | Curitiba, Paraná                       |
| Secretária Márcia        | PSD           | 75.659  | 1,24%      | Tangará, Santa Catarina                |
| Marcel Micheletto        | PL            | 73.655  | 1,21%      | Toledo, Paraná                         |
| Mabel Canto              | PSDB          | 70.215  | 1,15%      | Clevelândia, Paraná                    |
| Ricardo Arruda           | PL            | 68.731  | 1,13%      | São Paulo, São Paulo                   |
| Artagão Junior           | PSD           | 65.195  | 1,07%      | Ponta Grossa, Paraná                   |
| Cobra Repórter           | PSD           | 60.730  | 1,00%      | Apucarana, Paraná                      |
| Delegado Tito Barichello | UNIÃO         | 58.766  | 0,97%      | Caçador, Santa Catarina                |
| Luiz Fernando Guerra     | UNIÃO         | 58.393  | 0,96%      | Pato Branco, Paraná                    |
| Renato Freitas           | PT            | 57.880  | 0,95%      | Sorocaba, São Paulo                    |
| Delegado Jacovós         | PL            | 57.587  | 0,95%      | Cianorte, Paraná                       |
| Paulo Gomes da TV        | PP            | 55.302  | 0,91%      | Curitiba, Paraná                       |
| Gilson de Souza          | PL            | 54.976  | 0,90%      | Curitiba, Paraná                       |
| Paulo do Carmo           | UNIÃO         | 53.229  | 0,87%      | Maringá, Paraná                        |
| Maria Victoria           | PP            | 52.819  | 0,87%      | Maringá, Paraná                        |
| Alexandre Amaro          | Republicanos  | 52.198  | 0,86%      | Santo André, São Paulo                 |
| Ana Júlia                | PT            | 51.845  | 0,85%      | Curitiba, Paraná                       |
| Gilberto Ribeiro         | PL            | 51.749  | 0,85%      | Lages, Santa Catarina                  |
| Thiago Bührer            | UNIÃO         | 50.948  | 0,84%      | São José dos Pinhais, Paraná           |
| Anibelli Neto            | MDB           | 49.546  | 0,81%      | Curitiba, Paraná                       |
| Batatinha                | MDB           | 47.310  | 0,78%      | Nova Aurora, Paraná                    |
| Luciana Rafagnin         | PT            | 46.823  | 0,77%      | Mariano Moro, Rio Grande do Sul        |
| Goura                    | PDT           | 46.227  | 0,76%      | Curitiba, Paraná                       |
| Cantora Mara Lima        | Republicanos  | 46.011  | 0,76%      | Francisco Beltrão, Paraná              |
| Cristina Silvestri       | PSDB          | 45.202  | 0,74%      | Guarapuava, Paraná                     |
| Gugu Bueno               | PSD           | 44.852  | 0,74%      | Cascavel, Paraná                       |
| Mauro Moraes             | UNIÃO         | 44.126  | 0,73%      | Tomazina, Paraná                       |
| Douglas Fabrício         | Cidadania     | 43.431  | 0,71%      | Roncador, Paraná                       |
| Marcelo Rangel           | PSD           | 42.002  | 0,69%      | Ponta Grossa, Paraná                   |
| Flávia Francischini      | UNIÃO         | 41.757  | 0,69%      | Brasília, Distrito Federal             |
| Moacyr Fadel             | PSD           | 41.588  | 0,68%      | Ponta Grossa, Paraná                   |
| Marli Paulino            | SD            | 41.263  | 0,68%      | Goioerê, Paraná                        |
| Alisson Wandscheer       | Solidariedade | 41.052  | 0,67%      | Curitiba, Paraná                       |
| Adão Litro               | PSD           | 38.020  | 0,62%      | Dois Vizinhos, Paraná                  |
| Tercílio Turini          | PSD           | 37.704  | 0,62%      | Jaú, São Paulo                         |
| Marcio Pacheco           | Republicanos  | 36.423  | 0,60%      | Boa Esperança, Paraná                  |
| Dr. Antenor              | PT            | 36.387  | 0,60%      | Guarapuava, Paraná                     |
| Soldado Adriano José     | PP            | 36.209  | 0,60%      | Santo Inácio, Paraná                   |
| Evandro Araújo           | PSD           | 35.432  | 0,58%      | Altônia, Paraná                        |
| Cloara Pinheiro          | PSD           | 35.151  | 0,58%      | Curitiba, Paraná                       |
| Fabio Oliveira           | PODE          | 34.640  | 0,57%      | Guarapuava, Paraná                     |
| Denian Couto             | PODE          | 30.075  | 0,49%      | Porto Alegre, Rio Grande do Sul        |
| Matheus Vermelho         | PP            | 29.484  | 0,48%      | Salto do Lontra, Paraná                |
| Samuel Dantas            | Solidariedade | 29.322  | 0,48%      | Assaí, Paraná                          |
| Luís Corti               | PSB           | 26.884  | 0,44%      | São João, Paraná                       |